# Lijst van grietmannen van Tietjerksteradeel
Dit is een lijst van grietmannen van de voormalige Nederlandse grietenij Tietjerksteradeel in de provincie Friesland tot de invoering van de gemeentewet in 1851.
| Ambtsperiode  | Naam grietman                     | Leven     | Bijzonderheden |
| ------------- | --------------------------------- | --------- | --- |
| (1242)        | Dodo d' Ghetzerka                 |           | |
| (1314)        | Jaricus Serda                     |           | |
| (1369)        | Thitardus Tayingha                |           | |
| (1392)        | Tjebba Ildsisma                   |           | |
| (1436, 1450)  | Hidzer Hornada                    |           | |
| (1450)        | Oonna Haijkama                    |           | |
| (1450)        | Amcka Rickwardsma                 |           | |
| (1453)        | Inta Idzerda                      |           | |
| (1465)        | Mella Heddama                     |           | |
| (1475, 1478)  | Douwe Oenema                      |           | |
| (1482)        | Jouwta Scroetsma                  |           | |
| (1487)        | Sije Hornada                      |           | |
| (1491)        | Gerck Botta                       |           | |
| (1501)        | Gerck Aegema                      |           | Waarschijnlijk dezelfde als voorgaande |
| (1502, 1504)  | Frans van Minnema                 |           | Ook olderman van Leeuwarden en grietman van Leeuwarderadeel. Eerst schoonzoon van Hessel van Feytsma, grietman van Leeuwarderadeel, en later van Schelte van Liauckema, grietman van Wymbritseradeel. |
| (1506, 1510)  | Pieter van Cammingha              |           | Ook olderman van Leeuwarden en grietman van Leeuwarderadeel. |
| (1511)        | Hemma Oddazoen                    |           | Substituut |
| 1517 - (1519) | dr. Keimpe van Martena            | †1538     | Neef van Hessel van Martena, achtereenvolgens grietman van Menaldumadeel, het Bildt en Franekeradeel.                                                                                                 |
| (1524 - 1528) | Feicke Pelser alias Scrorsma      | †1529     | |
| (1531 - 1543) | Jeroen of Hieronymus van Rataller | †ca. 1543 | |
| (1545, 1548)  | Frans van Buygers                 | †>1560    | Zoon van Jacob Jans van Buygers, burgemeester van Leeuwarden. Broer van Jan Jacobs van Buygers, grietman van Leeuwarderadeel.                                                                         |
| 1549 - (1584) | Johan van Rataller                | †<1592    | |
| 1584 - 1610   | Wolpherd van Lezaen               | †1610     | Schoonzoon van voorgaande |
| 1610 - 1621   | Feijo van Heemstra                | †1621     | |
| 1622 - 1656   | Frans van Eysinga                 | 1594-1661 | Schoonzoon van Tjalling van Eysinga, grietman van Menaldumadeel. |
| 1656 - 1669   | Scipio Meckama van Aylva          | †1669     | Schoonzoon van voorgaande. Zoon van Douwe van Aylva (1579-1638) en broer van Douwe van Aylva (1610-1665), beiden grietman van Westdongeradeel.                                                        |
| 1669 - 1686   | Douwe Carel van Unia              | 1649-1708 | Schoonzoon van voorgaande. Vader van Willem Aemilius van Unia, grietman van Kollumerland en Nieuwkruisland.                                                                                           |
| 1686 - 1697   | Hector van Glinstra               | 1647-1705 | |
| 1697 - 1706   | Assuerus van Glinstra             | 1673-1706 | Zoon van voorgaande. |
| 1706 - 1714   | Johannes van Glinstra             | 1683-1714 | Broer van voorgaande. |
| 1714 - 1751   | Hector Willem van Glinstra        | 1688-1751 | Broer van voorgaande. |
| 1751 - 1771   | Henricus Wiardus van Altena       | 1710-1771 | Schoonzoon van Johannes van Glinstra |
| 1771 - 1795   | Hobbe Baerdt van Sminia           | 1730-1813 | Getrouwd met een nicht van voorgaande. Van 1757-1772 grietman van Aengwirden |
| 1795 - 1816   |                                   |           | Geen grietman wegens de Franse tijd |
| 1816 - 1822   | Willem Livius van Sminia          | 1769-1822 | Zoon van Hobbe Baerdt van Sminia |
| 1823 - 1851   | jhr.mr. Hobbe Baerdt van Sminia   | 1797-1858 | Neef van Willem Livius van Sminia. |